# Binnenkörper
Binnenkörper – element żeńskich narządów genitalnych straszyków.
Narząd ten ma postać silnej sklerotyzacji ulokowanej wewnątrz genitaliów. Może on wystawać z lewej strony operculum. Obecny jest u niektórych samic z rodziny Asciphasmatinae.